# San Juan de Sagua
Pour les articles homonymes, voir San Juan.
San Juan de Sagua est une localité de l'ouest de Cuba, située dans la province de Pinar del Río.

## Flore
On y a observé la présence de plusieurs plantes vasculaires endémiques, telles que Pseudanamomis jambosoides (ou Eugenia jambosoides) et Mithrantes ottonis (ou Calypthrantes ottonis), ainsi qu'une espèce menacée, Microcycas calocoma – la seule du genre Microcycas.

## Galerie

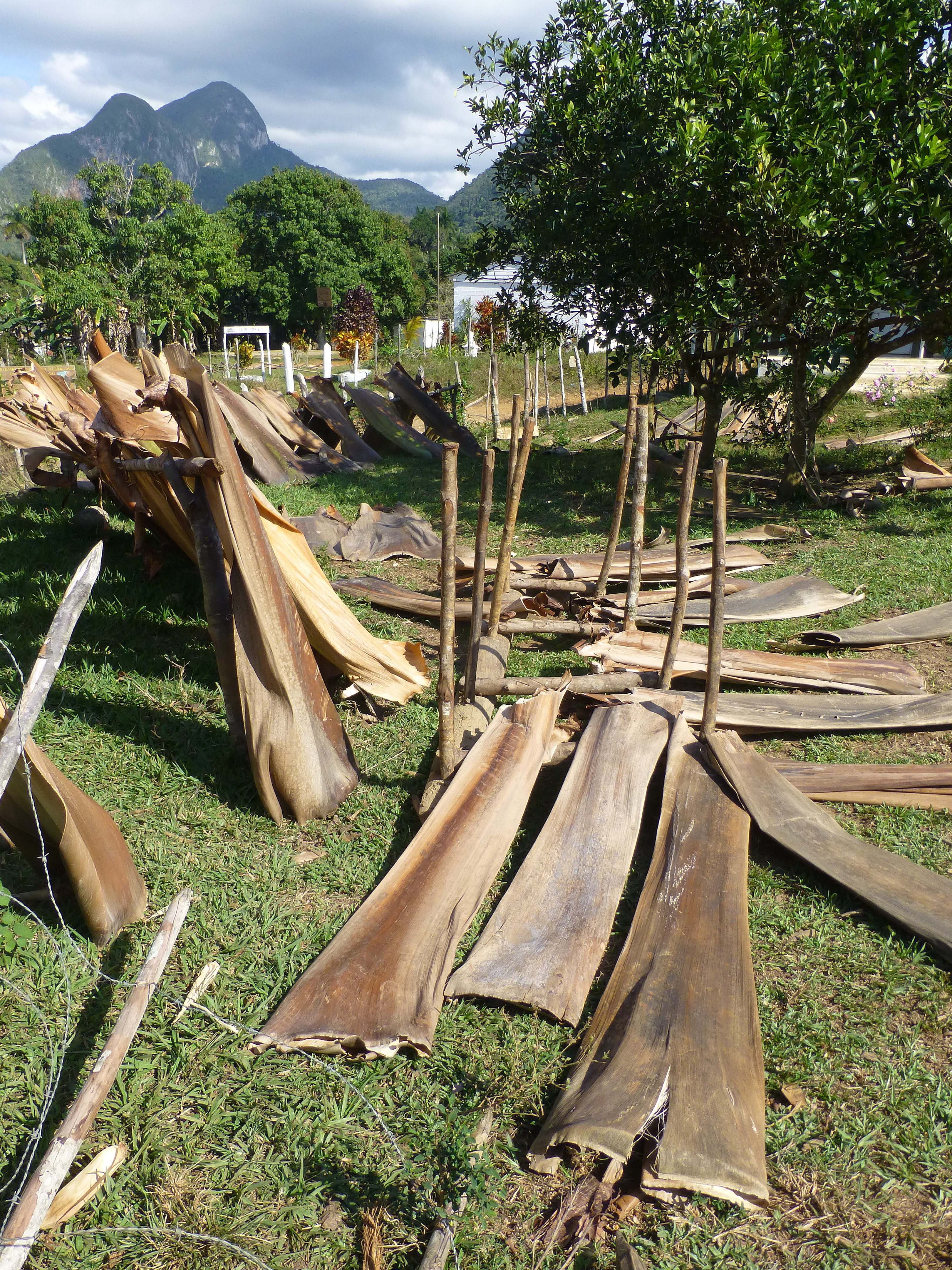
Feuilles de palmier royal utilisées comme matériau de construction
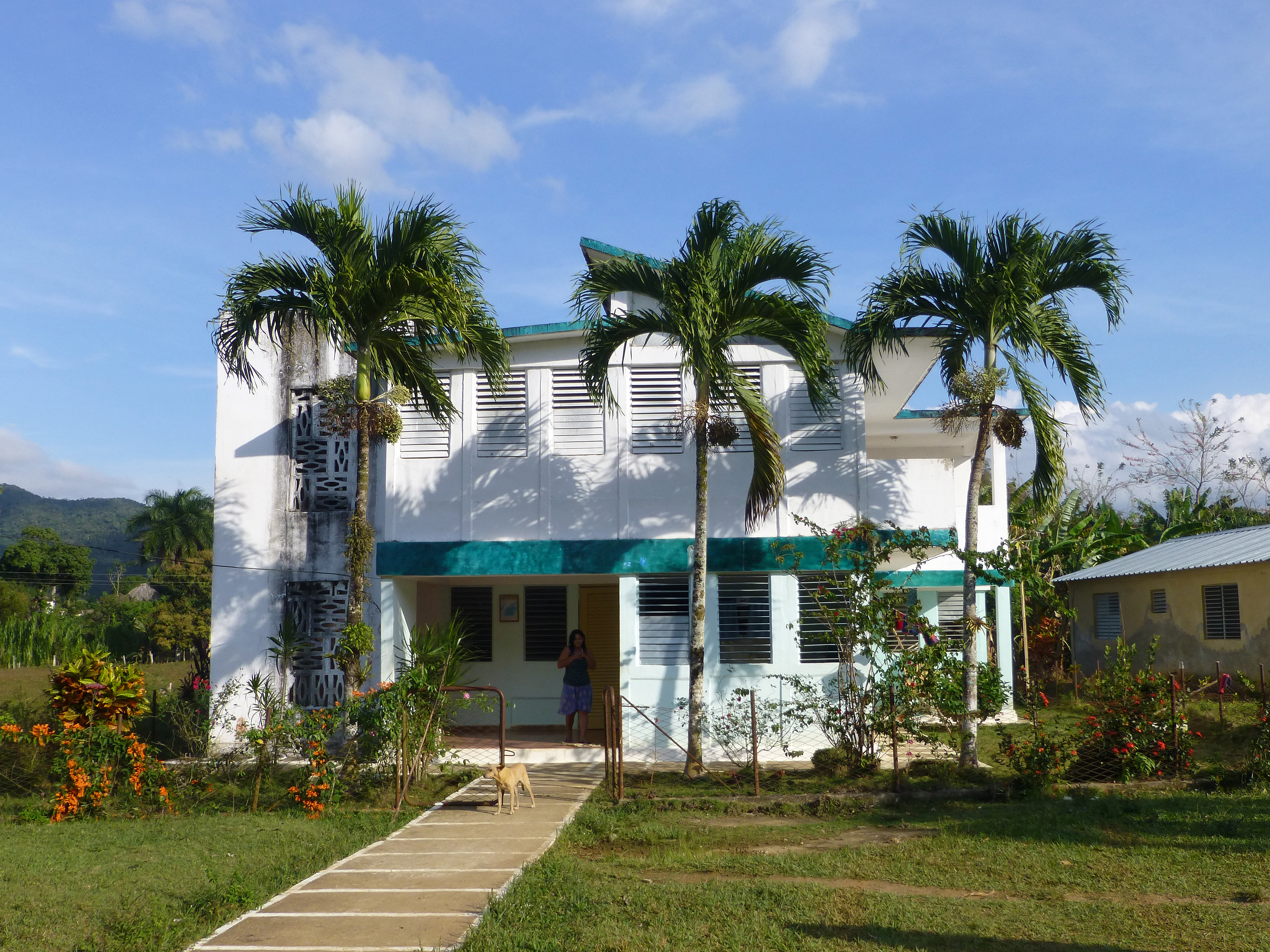
Centre médical
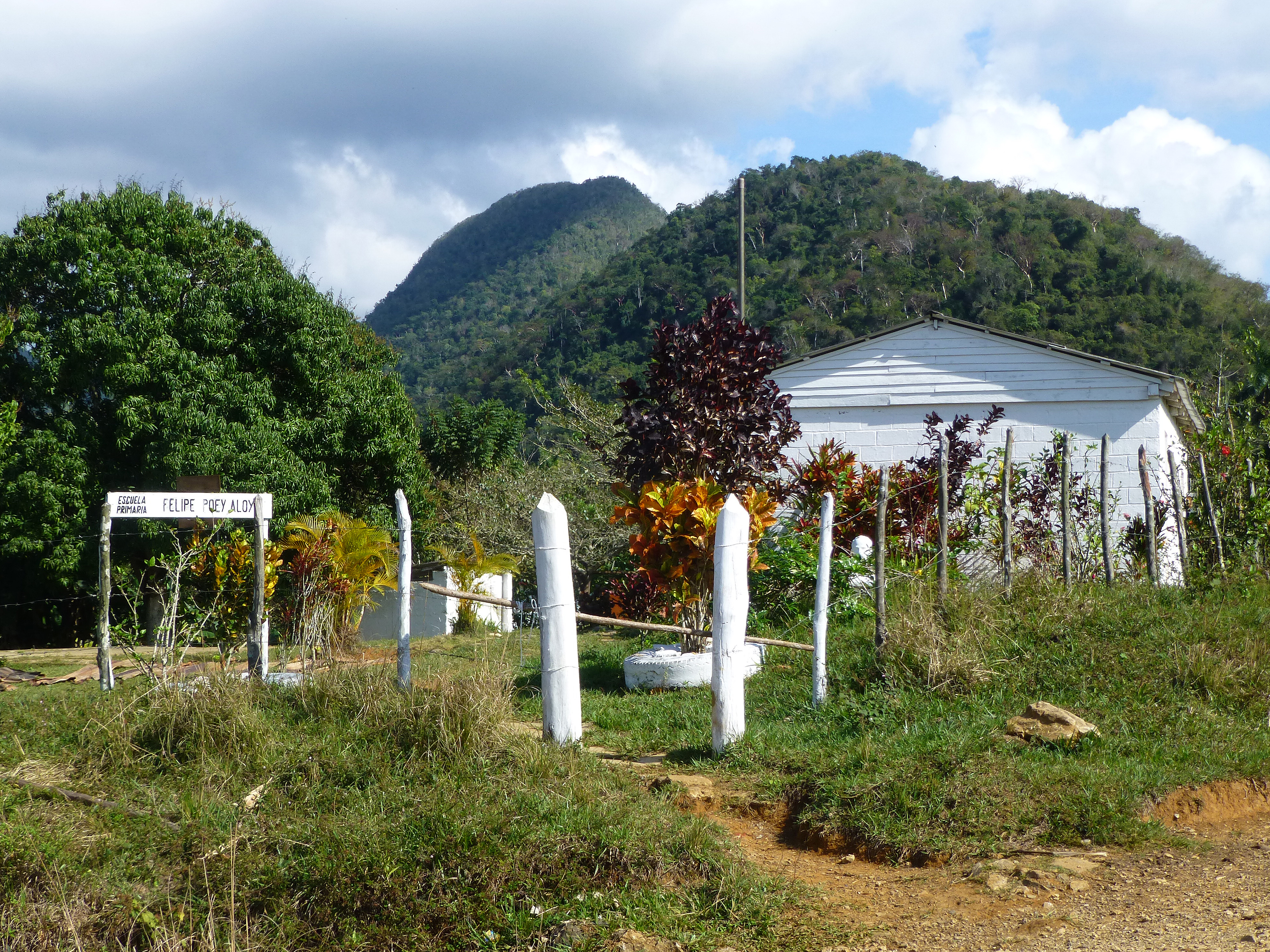
École primaire Felipe Poey Aloy
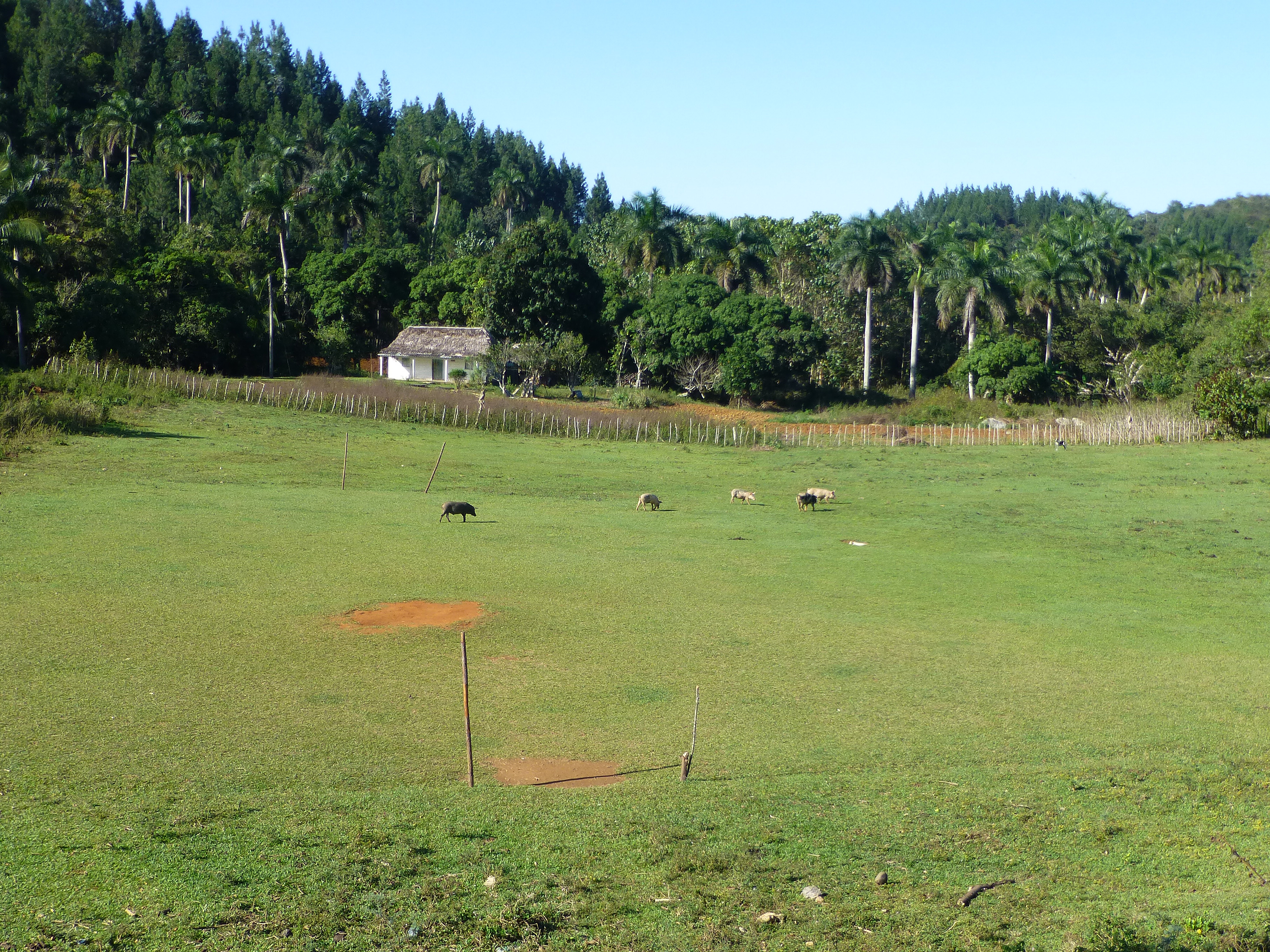
Terrain de baseball